# Lipotriches submoerens
Lipotriches submoerens är en biart som först beskrevs av Cockerell 1914.  Lipotriches submoerens ingår i släktet Lipotriches och familjen vägbin. Inga underarter finns listade i Catalogue of Life.

## Bildgalleri

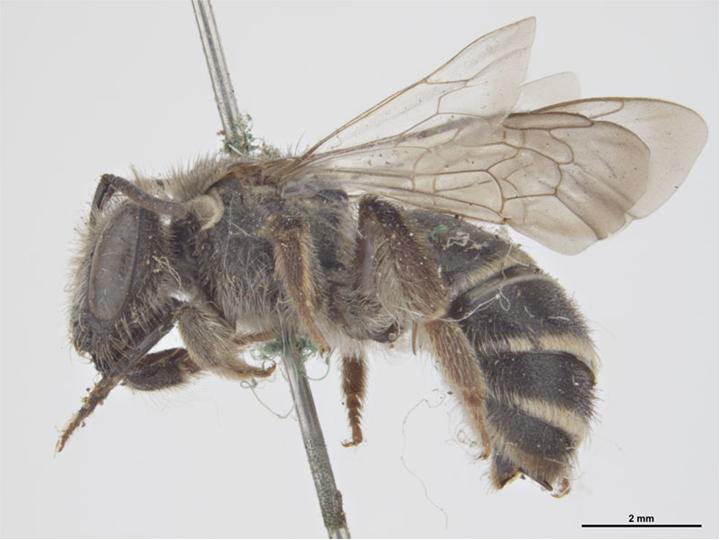